# Стенли куп плејоф 2000.
Стенли куп плејоф Националне хокејашке лиге (НХЛ) који је одигран 2000. године почео је 12. априла а завршен 10. јуна победом Њу Џерзи девилса над браниоцима титуле Далас старсима, резултатом 4-2 у финалној серији.
Шеснаест тимова који су се квалификовали, по осам из сваке конференције играли су четвртфинала конференција, полуфинала конференција и финала конференција, а шампиони Источне и Западне конференције играли су међусобно у Стенли куп финалу. Све плејоф серије су се играле на четири добијена меча.
Одбрамбени играч шампионске екипе девилса, Скат Стивенс добио је Кон Смајтов трофеј као најкориснији играч (МВП) плејофа.
Први пут у историји, Бостон бруинси и Монтреал канадијанси нису се пласирали у плејоф у истој сезони. Бруинси и Чикаго блекхокси су први пут заједно испустили плејоф још од 1956. године. Оба конференцијска финала су решена после седам одиграних утакмица утакмица што се касније десило тек 2015.

## Учесници плејофа
У плејоф су се пласирали шампиони свих шест дивизија и по пет најбољих екипа из сваке конференције на основу коначне табеле након завршетка регуларног дела сезоне 1999/2000, укупно 16 тимова, по осам из сваке конференције. Тимовима су додељене позиције 1-8 на основу пласмана у својој конференцији.
Филаделфија флајерси (Атлантик), Вашингтон капиталси (Југоисток), Торонто мејпл лифси (Североисток), Сент Луис блуз (Централ), Далас старси (Пацифик) и Колорадо аваланши (Северозапад) били су шампиони својих дивизија по завршетку лигашког дела сезоне 1999/2000. Сент Луис блуз су освојили и трофеј Президентс као најбоље пласирани тим лигашког дела такмичења (114 бодова).
Тимови који су се квалификовали за Стенли куп плејоф 2000. следе испод.
| Шампиони источних дивизија |                                   |        |
| #                          | Клуб                              | Бодови |
| (1)                        | Филаделфија флајерси (Атлантик)   | 105    |
| (2)                        | Вашингтон капиталси (Југоисток)   | 102    |
| (3)                        | Торонто мејпл лифси (Североисток) | 100    |
|                            |                                   |        |
| По пласману на Истоку      |                                   |        |
| #                          | Клуб                              | Бодови |
| (4)                        | Њу Џерзи девилси (Атлантик)       | 103    |
| (5)                        | Флорида пантерси (Југоисток)      | 98     |
| (6)                        | Отава сенаторси (Североисток)     | 95     |
| (7)                        | Питсбург пенгвинси (Атлантик)     | 88     |
| (8)                        | Бафало сејберси (Североисток)     | 85     |

| Шампиони западних дивизија |                                 |        |
| #                          | Клуб                            | Бодови |
| (1)                        | Сент Луис блуз (Централ)        | 114    |
| (2)                        | Далас старси (Пацифик)          | 102    |
| (3)                        | Колорадо аваланши (Северозапад) | 96     |
|                            |                                 |        |
| По пласману на Западу      |                                 |        |
| #                          | Клуб                            | Бодови |
| (4)                        | Детроит ред вингси (Централ)    | 108    |
| (5)                        | Лос Анђелес кингси (Пацифик)    | 94     |
| (6)                        | Финикс којотси (Пацифик)        | 90     |
| (7)                        | Едмонтон ојлерси (Северозапад)  | 88     |
| (8)                        | Сан Хозе шаркси (Пацифик)       | 87     |

## Распоред и резултати серија
| Четвртфинала конференција (прва рунда) |

| Источна конференција | Источна конференција | Источна конференција | Источна конференција | Источна конференција |
| -------------------- | -------------------- | -------------------- | -------------------- | -------------------- |
| (1)                  | Филаделфија флајерси | 4-1                  | Бафало сејберси      | (8)                  |
| (2)                  | Вашингтон капиталси  | 1-4                  | Питсбург пенгвинси   | (7)                  |
| (3)                  | Торонто мејпл лифси  | 4-2                  | Отава сенаторси      | (6)                  |
| (4)                  | Њу Џерзи девилси     | 4-0                  | Флорида пантерси     | (5)                  |

| Западна конференција | Западна конференција | Западна конференција | Западна конференција | Западна конференција |
| -------------------- | -------------------- | -------------------- | -------------------- | -------------------- |
| (1)                  | Сент Луис блуз       | 3-4                  | Сан Хозе шаркси      | (8)                  |
| (2)                  | Далас старси         | 4-1                  | Едмонтон ојлерси     | (7)                  |
| (3)                  | Колорадо аваланши    | 4-1                  | Финикс којотси       | (6)                  |
| (4)                  | Детроит ред вингси   | 4-0                  | Лос Анђелес кингси   | (5)                  |

| Полуфинала конференција (друга рунда) |

| Источна конференција | Источна конференција | Источна конференција | Источна конференција | Источна конференција |
| -------------------- | -------------------- | -------------------- | -------------------- | -------------------- |
| (1)                  | Филаделфија флајерси | 4-2                  | Питсбург пенгвинси   | (7)                  |
| (3)                  | Торонто мејпл лифси  | 2-4                  | Њу Џерзи девилси     | (4)                  |

| Западна конференција | Западна конференција | Западна конференција | Западна конференција | Западна конференција |
| -------------------- | -------------------- | -------------------- | -------------------- | -------------------- |
| (2)                  | Далас старси         | 4-1                  | Сан Хозе шаркси      | (8)                  |
| (3)                  | Колорадо аваланши    | 4-1                  | Детроит ред вингси   | (4)                  |

| Финала конференција |

| Источна конференција | Источна конференција | Источна конференција | Источна конференција | Источна конференција |
| -------------------- | -------------------- | -------------------- | -------------------- | -------------------- |
| (1)                  | Филаделфија флајерси | 3-4                  | Њу Џерзи девилси     | (4)                  |

| Западна конференција | Западна конференција | Западна конференција | Западна конференција | Западна конференција |
| -------------------- | -------------------- | -------------------- | -------------------- | -------------------- |
| (2)                  | Далас старси         | 4-3                  | Колорадо аваланши    | (3)                  |

| СТЕНЛИ КУП ФИНАЛЕ |                  |     |              |       |
| (И-4)             | Њу Џерзи девилси | 4-2 | Далас старси | (З-2) |

| Шампиони 2000.                  |
| ------------------------------- |
| Њу Џерзи девилси (друга титула) |

## Статистика

### Тимови
| Клуб                 | ОУ | П  | И | ГД | ГП | ГДУ  | ГПУ  | ИВ   | ИМ   |
| -------------------- | -- | -- | - | -- | -- | ---- | ---- | ---- | ---- |
| Њу Џерзи девилси     | 23 | 16 | 7 | 61 | 39 | 2.65 | 1.70 | 17.1 | 92.5 |
| Далас старси         | 23 | 14 | 9 | 52 | 46 | 2.26 | 2.00 | 16.1 | 88.2 |
| Колорадо аваланши    | 17 | 11 | 6 | 43 | 32 | 2.53 | 1.88 | 17.4 | 82.3 |
| Филаделфија флајерси | 18 | 11 | 7 | 44 | 40 | 2.44 | 2.22 | 20.3 | 86.2 |
| Торонто мејпл лифси  | 12 | 6  | 6 | 26 | 26 | 2.17 | 2.17 | 4.7  | 85.1 |
| Питсбург пенгвинси   | 11 | 6  | 5 | 31 | 23 | 2.82 | 2.09 | 14.3 | 84.4 |
| Сан Хозе шаркси      | 12 | 5  | 7 | 27 | 37 | 2.25 | 3.08 | 15.9 | 78.7 |
| Детроит ред вингси   | 9  | 5  | 4 | 23 | 19 | 2.56 | 2.11 | 23.3 | 89.8 |
| Сент Луис блуз       | 7  | 3  | 4 | 22 | 20 | 3.14 | 2.86 | 20.5 | 82.8 |
| Отава сенаторси      | 6  | 2  | 4 | 10 | 17 | 1.67 | 2.83 | 9.1  | 91.3 |
| Финикс којотси       | 5  | 1  | 4 | 10 | 17 | 2.00 | 3.40 | 15.8 | 74.1 |
| Бафало сејберси      | 5  | 1  | 4 | 8  | 14 | 1.60 | 2.80 | 16.7 | 67.8 |
| Вашингтон капиталси  | 5  | 1  | 4 | 8  | 17 | 1.60 | 3.40 | 14.3 | 79.3 |
| Едмонтон ојлерси     | 5  | 1  | 4 | 11 | 14 | 2.20 | 2.80 | 12.0 | 92.3 |
| Флорида пантерси     | 4  | 0  | 4 | 6  | 12 | 1.50 | 3.00 | 7.1  | 87.5 |
| Лос Анђелес кингси   | 4  | 0  | 4 | 6  | 15 | 1.50 | 3.75 | 0.0  | 69.6 |

Статистика је преузета са званичног сајта НХЛ лиге.
(Легенда: ОУ-одигране утакмице; П-победе; И-изгубљене утакмице; ГД-дати голови; ГП-примљени голови; ГДУ-просек датих голова по утакмици; ГПУ-просек примљених голова по утакмици; ИВ-реализација играча више; ИМ-одбрана са играчем мање)